# Petycja
Petycja (z łac. petitio od czasownika petere 'prosić, żądać, wymagać') – pismo zawierające jakieś żądanie, zwłaszcza postulujące zmianę przepisów prawa, podjęcie jakiegoś rozstrzygnięcia lub innego działania w sprawie dotyczącej wnoszącego podmiotu, życia zbiorowego lub wartości wymagających szczególnej ochrony w imię dobra wspólnego, kierowane do władz czy osób na wyższym stanowisku. Petycję składa się bądź przedstawia. W potocznym rozumieniu petycją nazywa się dokument podpisany przez wiele osób i skierowany do jakiegoś urzędu. Poza pisemnymi występują również petycje ustne. Petycją może być również pismo procesowe, które uprawnia do bycia wysłuchanym przed sądem. Obywatele Unii Europejskiej mają prawo składania petycji do Parlamentu Europejskiego.

## Podstawa prawna
Podstawą prawną do składania petycji w Polsce jest ustawa z dnia 11 lipca 2014 r. o petycjach (Dz.U. z 2018 r. poz. 870). Weszła ona w życie 6 września 2015 roku. Ustawę uchwalono z inicjatywy Senatu. Uchwalenie tego aktu prawnego zakładała Konstytucja Rzeczypospolitej Polskiej.

## Zasady składania i rozpatrywania petycji w Polsce

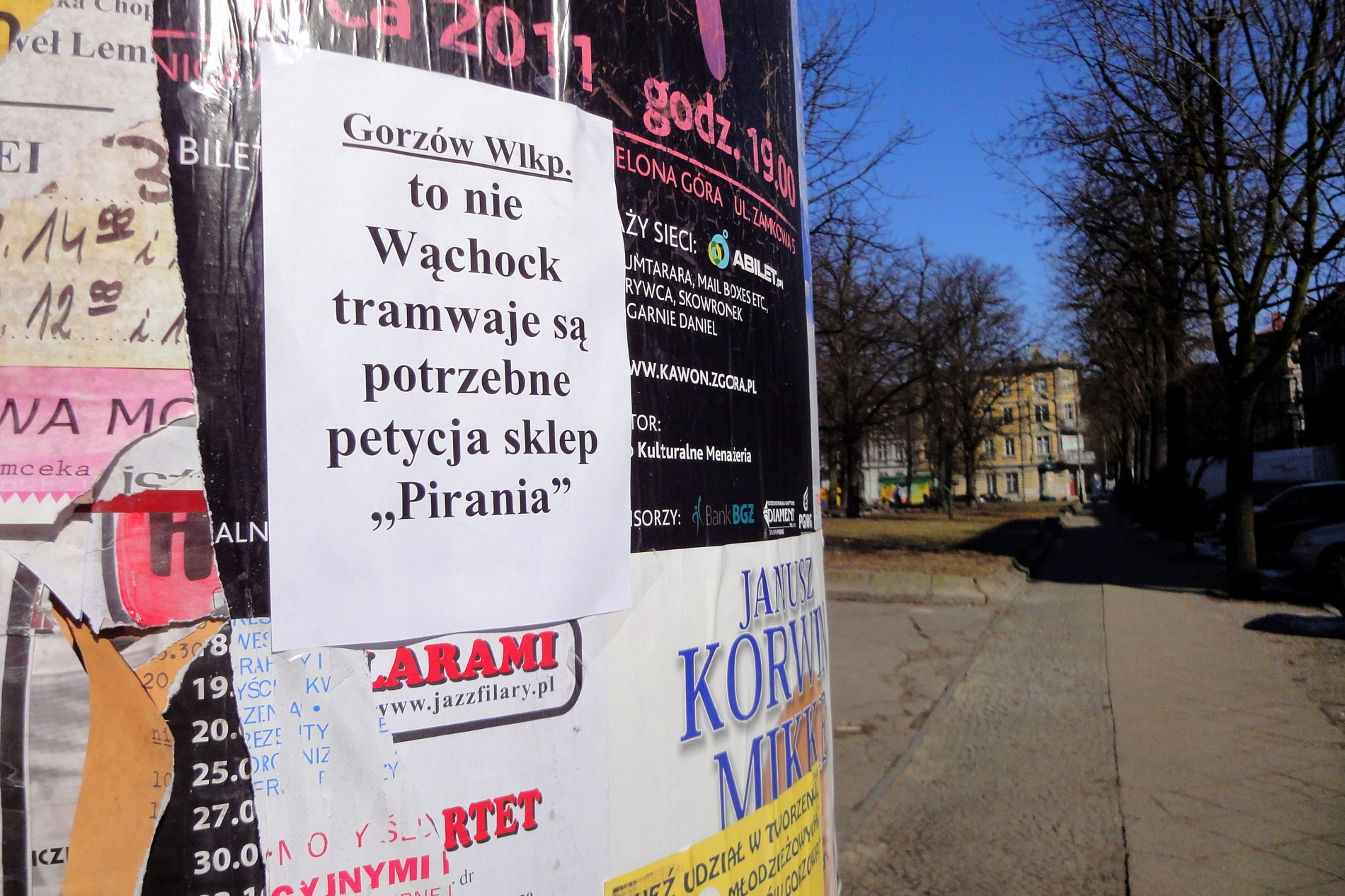
Plakat zachęcający do podpisywania petycji w Gorzowie Wielkopolskim

Postępowanie ws. petycji stanowi szczególny rodzaj postępowania administracyjnego. To postępowanie nie może zostać wszczęte z urzędu.
Petycja może być złożona przez osobę fizyczną (także cudzoziemca), osobę prawną, jednostkę organizacyjną niebędącą osobą prawną lub grupę tych podmiotów. Petycję można złożyć w interesie publicznym, własnym albo podmiotu trzeciego za jego zgodą.
Przedmiotem petycji może być żądanie, w szczególności, zmiany przepisów prawa (petycja może zawierać projekt ustawy lub uchwały), podjęcia rozstrzygnięcia lub innego działania w sprawie dotyczącej podmiotu wnoszącego petycję, życia zbiorowego lub wartości wymagających szczególnej ochrony w imię dobra wspólnego, mieszczących się w zakresie zadań i kompetencji adresata petycji.
Dopuszcza się wnoszenie petycji w formie pisemnej lub elektronicznej. Nie przewiduje się formy ustnej. Petycja składana w formie pisemnej powinna być podpisana przez podmiot wnoszący petycję, a jeżeli podmiotem wnoszącym petycję nie jest osoba fizyczna lub gdy petycję wnosi grupa podmiotów – przez osobę reprezentującą podmiot wnoszący petycję. Petycja składana za pomocą środków komunikacji elektronicznej może być opatrzona kwalifikowanym podpisem elektronicznym oraz powinna zawierać także adres poczty elektronicznej podmiotu wnoszącego petycję. Ustawa nie określa, ile podpisów powinno się zebrać pod petycją w formie pisemnej (w przeciwieństwie do wniosku o zarządzenie referendum ogólnokrajowego albo lokalnego, a także obywatelskiej inicjatywy ustawodawczej czy uchwałodawczej), aby nadać jej bieg. Wobec powyższego jest możliwe złożenie petycji w tej formie, nawet jeśli podpisała się pod nią jedna osoba fizyczna.
Aby petycja została rozpatrzona, powinna zawierać:
- oznaczenie podmiotu wnoszącego petycję; jeżeli podmiotem wnoszącym petycję jest grupa podmiotów, w petycji należy wskazać oznaczenie każdego z tych podmiotów oraz osobę reprezentującą podmiot wnoszący petycję
- wskazanie miejsca zamieszkania albo siedziby podmiotu wnoszącego petycję oraz adresu do korespondencji; jeżeli podmiotem wnoszącym petycję jest grupa podmiotów, w petycji należy wskazać miejsce zamieszkania lub siedzibę każdego z tych podmiotów
- oznaczenie adresata petycji
- wskazanie przedmiotu petycji.

Informacje dotyczące petycji są jawne. Organ, do którego adresowano petycję, zamieszcza na swojej stronie internetowej informacje o niej, jej skan.
Petycję rozpatruje się bezzwłocznie, nie później niż w terminie 3 miesięcy od daty złożenia. Jest to termin podstawowy. W razie wystąpienia okoliczności niezależnych od podmiotu rozpatrującego petycję uniemożliwiających rozpatrzenie petycji w ww. terminie, termin ten ulega przedłużeniu, nie dłużej jednak niż do 3 miesięcy, licząc od upływu podstawowego terminu.
Organ, do którego skierowano petycję, informuje składającego o sposobie jej rozpatrzenia albo w formie pisemnej, albo elektronicznej. Poinformowanie o rozpatrzeniu petycji nie ma charakteru aktu administracyjnego.
Nie jest dopuszczalne wniesienie skargi w przedmiocie sposobu rozpatrzenia petycji. Podmiot właściwy do rozpatrzenia petycji może pozostawić bez rozpatrzenia petycję złożoną w sprawie, która była przedmiotem petycji już rozpatrzonej przez ten podmiot, jeżeli w petycji nie powołano się na nowe fakty lub dowody nieznane podmiotowi właściwemu do rozpatrzenia petycji. Sąd administracyjny nie jest właściwy w sprawach dotyczących kontroli postępowania petycyjnego.